# Riesajärvi
Riesajärvi är en sjö i Pajala kommun i Norrbotten och ingår i Kalixälvens huvudavrinningsområde. Sjön har en area på 0,219 kvadratkilometer och ligger 146 meter över havet. Riesajärvi ligger i Torne och Kalix älvsystem Natura 2000-område. Sjön avvattnas av vattendraget Myllyjoki.

## Delavrinningsområde
Riesajärvi ingår i det delavrinningsområde (742105-181690) som SMHI kallar för Utloppet av Riesajärvi. Medelhöjden är 171 meter över havet och ytan är 16,07 kvadratkilometer. Det finns ett avrinningsområde uppströms, och räknas det in blir den ackumulerade arean 22,64 kvadratkilometer. Myllyjoki som avvattnar avrinningsområdet har biflödesordning 3, vilket innebär att vattnet flödar genom totalt 3 vattendrag innan det når havet efter 156 kilometer. Avrinningsområdet består mestadels av skog (63 procent) och sankmarker (35 procent). Avrinningsområdet har 0,29 kvadratkilometer vattenytor vilket ger det en sjöprocent på 1,8 procent.